# Antonio Gomis
Antonio Gomis Alemañ (Elche, 20 de mayo de 2003) es un futbolista español que juega como portero en el F. C. Vizela de la Segunda División de Portugal.

## Trayectoria
Se formó en las categorías inferiores del Celtic Elche desde 2008 a 2011, Elche C. F. desde 2011 a 2017, Real Madrid C. F. durante la temporada 2017-18, donde formó parte del cadete "B", y U. D. Almería, donde jugaría la temporada 2018-19. En julio de 2019 firmó en categoría juvenil "B" por el Atlético de Madrid.
En la temporada 2021-22 formó parte del Atlético de Madrid "B", con el que logró dos ascensos, uno a la Segunda Federación y otro a Primera Federación. El 4 de junio de 2023 hizo su debut con el primer equipo en la Primera División de España, en la última jornada de liga frente al Villarreal C. F. en el Estadio de la Cerámica, que tras la lesión de Ivo Grbić tuvo que disputar los últimos 10 minutos del encuentro.
Al finalizar la campaña 2024-25 expiró su contrato y se marchó a Portugal para jugar en el F. C. Vizela.

## Selección nacional
Gomis fue internacional con la selección de fútbol sub-19 de España y la sub-20.

## Clubes
| Club                   | País     | Año       |
| ---------------------- | -------- | --------- |
| Atlético de Madrid "B" | España   | 2021-2025 |
| F. C. Vizela           | Portugal | 2025-     |